# Подколзина против Латвии
Подколзина против Латвии (46726/99) — дело в Европейском суде по правам человека, решение по которому было принято в 2002 году.

## Обстоятельства дела
Ингрида Подколзина, член партии «Равноправие», в 1998 году была выдвинута кандидатом на выборах Сейма Латвии по списку ПНС. Она имела свидетельство, подтверждающее знание латышского языка. Список кандидатов был зарегистрирован 30 июля. 6 августа экзаменатор Инспекции государственного языка пришёл на работу к Подколзиной и проэкзаменовал её устно для оценки её знания латышского языка. 7 августа инспектор пришёл вновь, в сопровождении трёх лиц, которые должны были наблюдать за ней во время экзамена. Инспектор попросил заявительницу написать эссе на латышском языке. Заявительница изначально согласилась, но затем перестала писать и порвала свою работу. Инспектор составил отчёт, согласно которому знание заявительницей латышского языка не соответствовало «третьему уровню» — самому высокому из уровней знания, определённых в латвийских нормативных актах 21 августа ЦИК, на основании письма Центра государственного языка (инспекция входила в ЦГЯ), исключил Подколзину из списка кандидатов.
После безуспешного обращения в латвийские суды Подколзина обратилась в ЕСПЧ. В ЕСПЧ её представляла член ЛКПЧ Илга Озиша, затем — британский адвокат Уильям Бауринг. В 2001 году жалоба Подколзиной была признана приемлемой.

## Решение суда
Палата ЕСПЧ 9 апреля 2002 года единогласно признала, что была нарушена статья 3 протокола № 1 к ЕКПЧ (право на свободные выборы) и нет необходимости оценивать, были ли нарушены статьи 14 (запрет дискриминации) и 13 (право на средство правовой защиты) ЕКПЧ. Данное постановление было первым решением по существу ЕСПЧ в процессах против Латвии.
Мотивация постановления включала (пкт. 36.) указания на то, что:

решение об исключении заявительницы из списков кандидатов не было основано на факте отсутствия у неё действительного свидетельства о знании языка, который требовался согласно пункту 5 статьи 11 Закона «О парламентских выборах». Напротив, на момент регистрации списка кандидатов она обладала свидетельством о знании латышского языка на высшем уровне, установленном латвийскими нормативными актами. Суд подчеркивает, что действительность свидетельства заявительницы никогда не ставилась под сомнение латвийскими властями. Он далее отмечает, что свидетельство было выдано заявительнице после экзамена, организованного советом, состоявшим из пяти экзаменаторов в соответствии с Положением от 25 мая 1992 г. «Об аттестации на знание государственного языка». Её знание латышского языка было определено путём обмена мнениями между экзаменаторами, которое завершилось голосованием, и в соответствии с объективными критериями оценки, установленными данным Положением (..)
Государственный языковой центр решил подвергнуть заявительницу новому языковому экзамену несмотря на то, что она обладала действительным законным свидетельством. Суд также отмечает, что из двадцати одного кандидата, представивших свидетельства о знании государственного языка, лишь девять, включая заявительницу, были обязаны сдавать второй экзамен. Суд испытывает серьёзные сомнения относительно юридических оснований для такого особого отношения к ним, а правительство не предоставило никаких объяснений по этому вопросу. В любом случае, даже если предположить, что юридическим основанием для дополнительной проверки была статья 13(3) Закона «О парламентских выборах», Суд отмечает, что имевшая место процедура проверки существенно отличалась от обычной процедуры аттестации лингвистических знаний, которая регулируется вышеупомянутым Положением от 25 мая 1992 г. В частности, дополнительная проверка, которой подверглась заявительница, проводилась одним экзаменатором, а не советом экспертов и экзаменатор не был обязан соблюдать процессуальные гарантии и критерии оценки, установленные в этом Положении. Таким образом, вся ответственность за оценку лингвистических знаний заявительницы была возложена на единственного государственного служащего, который в данном деле обладал чрезмерной властью. Более того, Суд может лишь выразить своё удивление по поводу того факта (который был сообщен заявительницей и не оспорен правительством), что во время экзамена заявительницу в основном расспрашивали о причинах её политической ориентации — предмете, который совершенно точно не имел отношения к норме, требующей от неё хорошего знания латышского языка.

Таким образом, Суд считает, что при отсутствии гарантий объективности, независимо от цели второго экзамена, примененная к заявительнице процедура была в любом случае не совместима с требованиями процессуальной справедливости и правовой определенности, которые необходимо соблюдать применительно к праву быть выдвинутым кандидатом на выборах
Заявителю была присуждена компенсация морального вреда в размере 7500 евро и возмещение судебных расходов в размере 1500 евро.

## Последующие события
Хотя решение ЕСПЧ не устанавливало для Латвии обязательства отменить требования по владению языком к кандидатам, после указаний генерального секретаря НАТО и правительства США, что Латвии, как стране, стремящейся к членству в НАТО, это следует сделать, требования к уровню владения латышским языком в мае 2002 года были отменены — от кандидатов стали требовать лишь указать самооценку владения им.
В апреле 2002 года Верховный комиссар ОБСЕ по делам национальных меньшинств, сославшись на решение по делу Подколзиной, выразил поддержку задуманной латвийским правительством отмене языковых требований к кандидатам и назвал её необходимым условием функционирующей демократии.